# Baltischer Philisterverband
Der Baltische Philisterverband (B!Ph!V!) wurde 1951 als Korporationsverband von den Angehörigen der baltischen Corporationen aus Tartu (Dorpat) und Riga gegründet. Bei der Gründung zählte der Verband noch etwa 1600 Mitglieder. Dem B!Ph!V! gehören heute die Philister der baltischen Corporationen in Deutschland an, die den Kontakt zu den aktiven Deutsch-Baltischen Studentenverbindungen sowie den Corporationen in Estland, Lettland und Polen pflegen.

## Mitglieder
Die Philister (bereits im Beruf stehende Mitglieder) folgender Studentenverbindungen gehören dem Baltischen Philisterverband an:
- Baltische Corporation Fraternitas Dorpatensis zu München
- Corps Concordia Rigensis zu Hamburg
- Corps Curonia Goettingensis

## Geschichte
Die meisten Corporationen sind um 1939, als die Deutsch-Balten entsprechend dem Deutsch-Sowjetischen Grenz- und Freundschaftsvertrag die Staaten Estland und Lettland verlassen mussten, aufgelöst worden. Wenige Corporationen, wie beispielsweise das 1869 gegründete Corps Concordia Rigensis, überdauerten die Jahre des Krieges ohne Suspension.
Der Baltische Philisterverband wurde am 21. September 1951 in Lüneburg gegründet. Ziel des B!Ph!V! war es, die Ziele, Traditionen und Ideen des baltischen Burschentums wachzuhalten, zu fördern und zu unterstützen, auch da es sich in vielem wesentlich von den verbindungsstudentischen Gedanken der „Reichsdeutschen“ unterschied: Zum einen war die Aktivität im Baltikum vielmehr eine Art Jugendbewegung gewesenen, durch die Romantik bestimmt und bei weitem nicht so „militärisch“ organisiert wie die der deutschen Corps des 19. Jahrhunderts. Zum anderen hatten die Corporationen im Baltikum eine stark gesellschaftseinende Funktion gehabt; geprägt durch eine Idee der Ebenbürtigkeit, die somit die bis in die 20er Jahre vollkommen ständisch geprägte Gesellschaft der russischen Ostseeprovinzen Livland, Estland und Kurland durchbrach.
In den ersten Jahren des B!Ph!V! unterstützten die alten Philister die jungen Convente der deutsch-baltischen Korporationen beim Aufbau und boten eine Plattform für baltische, estnische und lettische Verbindungen im Exil.
Die Unabhängigkeitserklärung Estlands (1990) und die Wiederherstellung von Lettlands Unabhängigkeit (1991) brachten neue Dynamik und neue Aufgaben für den Verband, der sich deshalb 1998 in Darmstadt neu konstituierte.

## Vorsitzende
- 1951–1953: Alexander Baron Engelhardt, Estonia
- 1953–1954: Ernst Baron Mirbach, Curonia
- 1958–1959: Wilibald Heldt, Fraternitas Academica
- 1959–1962: Woldemar Helb, Rubonia
- 1962–1964: Ernst von Mühlendahl, Estonia
- 1964–1986: Gert Klein, Concordia Rigensis
- 1986–1990: Eberhard von Goldacker, Curonia Goettingensis
- 1991–1995: Hans-Dieter Handrack, Curonia Goettingensis
- 1996–1997: Jürgen Arndt, Concordia Rigensis
- 1998–2001: Gero Kraus, Curonia Goettingensis
- 2002–2005: Johann-Wilhelm von Krause, Fraternitas Dorpatensis
- 2006–2008: Dieter Kraus, Curonia Goettingensis
- 2008–2012: Rainer Gerthner, Fraternitas Dorpatensis
- 2014–2018: Ulrich Leukefeld, Concordia Rigensis
- 2018–2023: Klaus Bockslaff, Curonia Goettingensis
- Seit 2024: Christian von Keßinger, Fraternitas Dorpatensis

## Gegenwart
Heute betrachtet der B!Ph!V! es als seine primäre Aufgabe, Impulse für die Völkerverständigung und Völkerfreundschaft zu geben, insbesondere auch zwischen jungen Studentinnen und Studenten aus Estland, Lettland, Polen und Deutschland.
Mit estnischen und lettischen Korporationen veranstaltet der B!Ph!V! die gesamtbaltischen Völkerkommerse, ein mehrtägiges Fest mit Ball, Festakt und Umzug. In einer baltischen Tradition des 19. Jahrhunderts wurde dieser Kommers erstmals am 10. April 1959 in den Räumen des Corps Hercynia München, seit 1964 dann jedes Jahr in Heidelberg gefeiert. Bis zu 300 estnische, lettische und baltische Exilanten aus der ganzen Welt nahmen daran teil. Mit den Revolutionen im Jahr 1989 sind in Estland und Lettland wieder Studentenverbindungen entstanden, die den völkerverbindenden Gedanken ebenfalls tragen.
Die gesamtbaltischen Völkerkommerse wurden seit 1994 in dreijährigem Rhythmus in Hamburg, Göttingen und München und in den Jahren dazwischen in Tartu (Dorpat), Tallinn (Reval) und Riga gefeiert. Inzwischen sind auch vier polnische Corporationen mit baltischen Wurzeln dazu gekommen. Seither gibt es einen vierjährigen Turnus, der auch Warschau und Gdańsk (Danzig) mit einschließt. Im Jahr 2020 findet der Völkerkommers wieder in Heidelberg statt. Auf den Völkerkommersen sollen persönliche und institutionelle Kontakte zwischen Akademikern geknüpft werden. Der Studentenaustausch und die Vergabe von Stipendien können initiiert und Hilfestellung in studentischen Belangen jeder Art für die baltischen Studenten vermittelt werden.